# Račice (Lišovský práh)
Račice (508 m n. m.) je vrchol ležící uprostřed polí nedaleko obce Hosín v okrese České Budějovice.
Vrchol samotný je plochý, o čemž svědčí i blízkost letiště u Hosína. Kopec je však velmi významnou dominantou v okolní krajině, zdaleka je vidět kostel sv. apoštolů Petra a Pavla. Často se také označuje jako Hosínský vrch, někdy se jako Račice označuje území ležící mezi Hosínem a vrcholem.
Název Račice možná vznikl ze slova Hradčice, pravděpodobně odvozeného ze slova hrad, který tam snad kdysi ve starších dobách stál.